# KEPD 350
KEPD 350 TAURUS е германска-шведска авиационна крилата ракета, разработена от концерна „EADS“ (Германия) и „Bofors“ (Швеция).

## История
Първия изпитателен полет ракетата извършва през 1999 година. Тактическа крилата ракета има комбинирана система за насочване:състояща се от три под-системи. В нея влизат IBN (Image Based Navigation), TRN (Terrain Reference Navigation) и MIL-GPS (GPS). Използването им позволява на ракетата да лети на по-голямо разстояние без използването на GPS.
Високата точност на насочване се обезпечава от ИНС, която периодически коригира в полета по данните на радара, в милиметров диапазон на дължината вълната, която съпоставя ландшафт с прилежащата на борда цифрова карта на местността.
На подхода към целта, по данните от инерционната система се включва инфрачервената глава за насочване, която обезпечава насочването към крайния участък на полета. На ракетата е установен турбореактивен двигател „Williams International P8300“ (тяга 6,67кН).

## Стойност
Приблизителната цена на ракетата е 700 000 щ. долара.
Явява се конкурент на ракетата Storm Shadow – крилата ракета, разработена съвместно от Великобритания и Франция.

## Използващи страни
- Германия – 600 бр.
- Испания – 43 бр.

## Спецификация
- Тип: „KEPD 350“
- Обсег: 300 – 350 км
- Скорост на полета: max. 0,8
- Стартово тегло: 1060 кг
- Тегло на бойната глава: 500 кг
- Дължина на корпуса: 5 м